# Município de White Oak (condado de Polk, Carolina do Norte)
Localização da Carolina do Norte nos E.U.A.
O município de White Oak (em inglês: White Oak Township) é um localização localizado no  condado de Polk no estado estadounidense da Carolina do Norte. No ano 2010 tinha uma população de 2.504 habitantes.

## Geografia
O município de White Oak encontra-se localizado nas coordenadas 35° 18′ 34,42″ N, 82° 09′ 14,4″ O.